# گانگ هو (فیلم)
گانگ هو (به انگلیسی: Gung Ho) فیلمی کمدی به کارگردانی ران هاوارد، با بازی مایکل کیتون است که در سال ۱۹۸۶ منتشر شد. فیلم داستان تصاحب یک کارخانه خودروسازی آمریکایی توسط یک شرکت ژاپنی را به تصویر می‌کشد.
بیشتر فیلم در پیتسبرگ و بخش‌هایی از آن در توکیو و آرژانتین فیلم‌برداری شد.

## داستان
کارخانه خودروسازی که تقریباً تمام شغل‌های شهر کوچکی در آمریکا را ایجاد کرده است، ۹ ماه است که تعطیل شده است. هانت استیونسون سرکارگر سابق به توکیو می‌رود تا یک شرکت ژاپنی را متقاعد کند تا کارخانه را بازگشایی کند. شرکت ژاپنی موافقت می‌کند و حاضر به سرمایه‌گذاری می‌شود، اما تقابل مدیر سخت‌گیر ژاپنی و سبک مدیریت او با سبک کار کارکنان آمریکایی باعث ایجاد مشکلاتی می‌شود که او را کلافه می‌کند.

## بازیگران
- مایکل کیتون
- جده واتانابه
- جورج ونت
- جان تورتورو
- میمی راجرز
- سو یامامورا
- ساب شیمونو
- ریک اورتون
- کلینت هاوارد
- میشل جانسون
- رادنی کاگیاما
- رنس هاوارد
- پتی یاسوتاکه
- رابرت هاموند